# اندیس پشت آسیاب هنده
پشت آسیاب هنده یک اندیس فلزی است که در حوالی شهر گلپایگان استان لرستان قرار دارد و مادهٔ معدنی موجود در آن، سرب و روی است.  